# Pandemia de gripe de 1510
La pandemia de gripe de 1510 fue una enfermedad respiratoria aguda que surgió en Asia antes de propagarse por el norte de África y Europa durante la primera pandemia de gripe crónica e interregional generalmente reconocida por historiadores médicos y epidemiólogos. Enfermedades similares a la gripe habían sido documentadas en Europa desde al menos Carlomagno, con brote el primero que se llama gripe, pero la pandemia de gripe de 1510 es la primera en ser descrita patológicamente después de los avances de comunicación provocados por la imprenta. La gripe se hizo más ampliamente conocida como coqueluche y coccolucio en Francia y Sicilia durante esta pandemia, variaciones de las cuales se convirtieron en los nombres más populares para la gripe en la Europa moderna temprana. La pandemia causó una interrupción significativa en el gobierno, la iglesia y la sociedad con una infección casi universal y una tasa de mortalidad de alrededor del 1%.

## Asia
Se sospecha que la gripe de 1510 es originaria de Asia oriental, posiblemente China. Gregor Horst escribe en Operum medicorum tombus primus (1661) que la enfermedad vino de Asia y se extendió a lo largo de las rutas comerciales antes de atacar el Medio Oriente y el norte de África. El escritor médico alemán Justus Hecker sugirió que la gripe de 1510 probablemente provenía de Asia debido a la naturaleza histórica de otras gripes que se originaron allí en pandemias más recientes.

### Medio Oriente
La gripe se extendió a lo largo de las rutas comerciales hacia el norte de África, viajando hacia el suroeste a través de Medio Oriente. Ciudades visitadas con frecuencia como Jerusalén y La Meca habrían sido alcanzadas casi con toda seguridad por la gripe, con grandes volúmenes de personas destinadas a viajar a Egipto, el norte de África y el Imperio Otomano.

## África
En general, se entiende que la gripe de 1510 se había propagado en África antes de Europa. La gripe probablemente se generalizó en el norte de África antes de cruzar continentes a través del Mediterráneo, llegando a Malta donde el historiador médico británico Thomas Short creía que la "isla de Melite en África" se convirtió en el trampolín de la gripe de 1510 en Europa.

## Europa
Las ciudades de Europa que viajaron internacionalmente y la naturaleza altamente contagiosa de la gripe permitieron su propagación a través de las poblaciones europeas. La gripe de 1510 interrumpió los tribunales reales, los servicios eclesiásticos y la vida social en toda Europa. Cronistas contemporáneos y aquellos que han leído sus relatos observaron cómo poblaciones enteras fueron atacadas a la vez, que es como la enfermedad recibió por primera vez el nombre de gripe (por la creencia de que tales brotes fueron causados por influencias como estrellas o frío). El profesor de Turín Francisco Vallerioli (también conocido como Valleriola) escribe que la gripe de 1510 presentaba "Constricción de la respiración, y comenzando con una ronquera de voz y... temblando. No mucho después de eso hay un humor cocinado que llena los pulmones". Médicos como Valleriola describieron la gripe de 1510 como más mortal para los niños y aquellos que fueron desangrados. El abogado Francesco Muralto señaló que "la enfermedad mató a 10 personas de mil en un día", apoyando una tasa de mortalidad de alrededor del 1%.

### Sicilia y los reino italianos
Los primeros casos de gripe comenzaron a aparecer en Sicilia alrededor de julio después de la llegada de buques mercantes infectados de Malta. En Sicilia se llamaba comúnmente coccolucio para las capuchas que los enfermos solían llevar sobre sus cabezas. La gripe se extendió rápidamente a lo largo de las costas mediterráneas de Italia y el sur de Francia a través de barcos mercantes que salían de la isla.
En Emilia-Romaña, Tommasino de' Bianchi registró la recuperación de los primeros casos de Módena el 13 de julio de 1510, escribiendo que en la ciudad "aparece una enfermedad que dura tres días con una gran fiebre, y dolor de cabeza y luego se elevan... pero sigue habiendo una tos terrible que dura tal vez ocho días, y luego se recuperan. Estos datos indicarían que los primeros casos de gripe, que tiene un período de incubación de uno a cuatro días, comenzaron a enfermarse en la región de Emilia-Romaña alrededor de finales de junio o principios de julio. El Papa Julio II atribuyó los brotes en Roma y la Santa Sede a la ira de Dios.

### Europa central
La gripe se extendió por los Alpes hacia Suiza y el Sacro Imperio Romano Germánico. En Suiza está documentado como llamado das Gruppie por el cronista de Mellingen Anton Tegenfeld, el apodo de gripe entonces preferido por los europeos de habla alemana. Una enfermedad respiratoria parecía haber amenazado el cantón de Aargua en junio, con la población enferma de olfato, tos y fatiga. El médico alemán Aquiles Gasser registró una epidemia mortal que se extendió sobre los reinos superiores del Sacro Imperio Romano Germánico, Se ramifica en las ciudades y en la "humanidad entera":" Mira qua edam Epidemia mortales per urbes hanc totamque adeo superiorem Germaniam corripiebat, qua aegri IV vel V ad summum dies molestissimis destillationibutionibus laborabant ac ration privati instar phrenicorum furebant, atque inde iterum convalescebant, paucissimis ad Gorcum demissis.
Las cartas de André de Burgo de fecha 24 de agosto de 1510 indican que Margarita de Austria tuvo que intervenir en una asamblea real entre su padre, el emperador del Sacro Imperio Romano Germánico Maximiliano I, y Luis XII de Francia porque el Rey de Francia estaba demasiado enfermo de "coqueluche" para ser hablado. La gripe se extendió desde el Sacro Imperio Romano Germánico hacia el norte de Europa, los estados bálticos, y hacia el oeste hacia Francia e Inglaterra.

### Francia
Al llegar a bordo de marineros infectados desde Sicilia, la gripe golpeó el Reino de Francia a través de los puertos de Marsella y Niza y se extendió a través de las multitudes internacionales de los astilleros. Comerciantes, peregrinos y otros viajeros del sur y el este propagaron el virus por todo el Mediterráneo occidental en julio. Se refirió como "cephalie catarrhal" entre los médicos franceses, pero más comúnmente solamente llamado coqueluche. El historiador François Eudes de Mézeray rastreó la etimología del "coqueluche" a un brote de la década de 1410 durante el cual los enfermos llevaban capuchas que se asemejaban a coqueluchons, una especie de capucha de monje. El cirujano francés Ambroise Paré describió el brote como una "aflicción reumática de la cabeza... con la constricción del corazón y los pulmones." En agosto había aparecido en Tours y después de que se había propagado por toda Francia durante el verano, enfermando a todo el país en septiembre. El poeta e historiador francés Jean Bouchet, empleado por la Corte Real del rey Luis XII, escribió que la epidemia "apareció en todo el Reino de Francia, tanto en las ciudades como en el campo".
Coqueluche llenó los hospitales en Francia. La Asamblea Nacional de Obispos, Prelados y profesores universitarios del rey Luis XII, prevista para septiembre de 1510, se retrasó debido a la intensidad de la gripe en París. Jean Fernel (también conocido como Fernelius), médico de Enrique III de Francia, compara la gripe de 1557 con la epidemia de 1510 que atacó a todos con fiebre, pesadez en la cabeza y tos profunda. Hasta 1000 parisinos por día estaban muriendo en el apogeo de la "plaga de 1510". Mézeray menciona que interrumpió los procedimientos judiciales y los colegios, y que la gripe de 1510 fue más generalizada y mortal en Francia que en otros países.
A veces se cree que el cardenal Georges d'Amboise, primer ministro del rey de Francia, murió de gripe dado que su salud empeoró drásticamente después de llegar a Lyon en mayo de 1510. El cardenal hizo su testamento final y recibió los sacramentos alrededor del 22 de mayo antes de morir el 25. Su repentino declive en la salud y la llegada de la gripe a Europa a principios de verano han creado incertidumbre sobre si murió de gota o gripe, pero el "coqueluche" no se menciona en la correspondencia real francesa de ese año hasta agosto.

### Inglaterra e Irlanda
El historiador médico británico Charles Creighton afirmó que hay un relato extranjero de la gripe de 1510 en Inglaterra, pero no dio más detalles. Fernel y Paré sugirieron que la gripe de 1510 "se extendió a casi todos los países del mundo" (no con respecto a los territorios de España en el Nuevo Mundo). Un estudio epidemiológico de pandemias de gripe pasadas que revisaban los datos de historiadores médicos anteriores ha encontrado que Inglaterra se vio afectada en 1510 y hubo informes de síntomas como "gastrodinia" y murraína notable entre el ganado. También se registra que la gripe de 1510 llegó a Irlanda.

### España y Portugal
La gripe llegó a la Península ibérica temprano después de Italia, debido a las rutas comerciales y de peregrinación altamente interconectadas entre España, Portugal y los reinos italianos. Los casos comenzaron a aparecer en Portugal casi al mismo tiempo que la enfermedad entraba en el Sacro Imperio Romano Germánico. Las ciudades españolas fueron supuestamente "despobladas" por la gripe de 1510.

## América
No hay registros de gripe que afecten al Nuevo Mundo en 1510, a pesar de que España estaba enviando flotas de barcos a través del Atlántico. El primer brote de gripe registrado en el Nuevo Mundo había afectado a la Isla de Santo Domingo (Ahora Haití y la República Dominicana) en 1493. Sin embargo, las poblaciones amerindias disminuyen bruscamente debido a las enfermedades importadas en España en estos años 1490 y principios de los 1500, sobre todo debido a la viruela.

## Medicina y tratamiento
Las ampollas en la parte posterior de la cabeza y los hombros eran una forma de tratamiento prescrito en Europa para la gripe. Paré consideró que los tratamientos comunes de la sangría y la purgación eran especialmente peligrosos para los pacientes con gripe de los años 1510. El dolor supraorbital y los problemas de visión fueron síntomas de coqueluche, por lo que los enfermos pueden haberse sentido tentados a usar capuchas debido a la sensibilidad a la luz. Short describe algunos tratamientos medicinales para la gripe de 1510, incluyendo "Bole Armoniac, lintus graso, troches pectorales y decocciones".

## Origen
Justus Hecker y John Parkin presumieron que la gripe de 1510 se originó en Asia oriental debido a la naturaleza histórica de otras pandemias de gripe que se originaron allí, mientras que en 1661 Gregor Horst escribió que la gripe de 1510 se extendió a lo largo de las rutas comerciales de Asia Oriental a África antes de llegar a Europa. Los virus de la gripe a veces saltan de las aves acuáticas migratorias de Asia después de que las migraciones masivas se congregan cerca de fuentes de agua para los seres humanos y los animales domesticados, en las que las infecciones entre especies desencadenan cambios antigénicos y crean nuevas cepas de gripe a las que los seres humanos tienen poca inmunidad. Los cronistas europeos notaron que la gripe de 1510 apareció en el norte de África antes de Europa, lo que ha llevado a algunos historiadores médicos a sugerir que pudo haberse desarrollado allí (partes del norte de África también se encuentran a lo largo de las vías migratorias de las aves, específicamente las rutas este de África-Asia Occidental y el Mar Negro-Mediterráneo, que la hacen vulnerable al reajuste espontáneo de los virus de la gripe pandémica). No hay evidencia crónica o biológica que sugiera que la gripe de 1510 se originó a partir de, en lugar de propagarse simplemente en, África antes de llegar a Europa.

## Sugerencias desacreditadas de la tos ferina
El "coqueluche" de 1510 ha sido reconocido como gripe por epidemiólogos modernos e historiadores médicos. Sugerencias de que el coqueluche de 1510 era tos ferina han sido dudosas porque los enfermos adultos a menudo experimentaron síntomas "precipitados" descritos por contemporáneos como Tommasino de Bianchi o Valleriola como fiebre alta durante 3 días, dolor de cabeza, postración, pérdida de sueño y apetito, delirio, tos más grave en los días 5 a 10, congestión pulmonar, y recuperación lenta a partir de la segunda semana. Los adultos con tos ferina generalmente toserán durante semanas antes de enfermarse gradualmente y luego recuperarse durante un período de meses. El coqueluche de 1510 es considerado como gripe por los expertos debido a sus síntomas repentinos, propagación explosiva, y plazos de enfermedad para la recuperación. El primer brote de tos ferina acordado por la mayoría de los historiadores médicos es la descripción de Guillaume de Baillou de un brote en París en 1578.